# ویانزوونگتسا (استان پودکارپاتسکیه)
ویانزوونگتسا (به لاتین: Wiązownica) یک روستا در لهستان است که در گمینا ویانزوونگتسا واقع شده‌است. ویانزوونگتسا ۱٬۷۰۰ نفر جمعیت دارد.